# Ласън
Ласън (на английски: Lassen) е окръг в Калифорния. Окръжният му център е град Сюзънвил.

## Население
Окръг Ласън е с население от 33 828 души.

## География
Окръг Ласън е с обща площ от 12 226 км² (4720 мили²).

## Градове и градчета
Някои градове и градчета:
- Джейнсвил
- Дойл
- Личфилд
- Мадлин
- Рейвъндейл
- Сюзънвил
- Търмо
- Уендъл
- Уестуд